# Cześcibór
Cześcibór (łac. Zistiboro) – władca Serbów łużyckich, panujący w połowie IX wieku.
Uznawał zwierzchność państwa wschodniofrankijskiego. W 857 roku udzielił schronienia księciu czeskiemu, wygnanemu z kraju przez swojego brata Sławociecha. Jego profrankońska polityka spowodowała niezadowolenie wśród poddanych i w 858 roku został zamordowany.